# 藤原長山
藤原 長山（ふじわらの ながやま）は、奈良時代の貴族。藤原南家、丹後守・藤原武良自の子。官位は従五位下・三河守。

## 経歴
光仁朝の宝亀7年（776年）従五位下に叙爵し、宝亀9年（778年）図書頭に任官する。翌宝亀10年（779年）三河守として地方官に転じる。天応2年（782年）5月に多治比豊浜が三河守に任ぜられていることから、それまでに長山は三河守の官職を離れたとみられる。

## 官歴
『続日本紀』による。
- 時期不詳：正六位上
- 宝亀7年（776年） 正月7日：従五位下
- 宝亀9年（778年） 2月23日：図書頭
- 宝亀10年（779年） 2月23日：三河守